# Tonopah Test Range Airport
Tonopah Test Range Airport (inofficiell benämning: Area 52)(IATA: XSD, ICAO: KTNX) är en militärflygplats tillhörande Tonopah Test Range i Great Basin-öknen i Nevada, USA. 
Flygbolaget Janet har flygplatsen som en av sina destinationer. Det går flygningar mellan Tonopah och Las Vegas.

## Plats
Flygplatsen ligger 50 km sydöst om staden Tonopah i Nevada, 230 km nordväst om Las Vegas och nordväst om Homey Airport (Area 51).  
Flygplatsen ligger i Nellis Air Force Range.   

## Användning
Under kalla kriget användes flygplatsen för test av fiendeflygplan, oftast från Sovjetunionen. Exempel på flygplan som testats och undersökts på flygplatsen är MiG-17F, MiG-21 och MiG-23. 1990 avslutade man programmet som undersökte MiG-flygplanen på anläggningen.
Amerikansktillverkade flygplan testas även på anläggningen, såsom F-4 Phantom, F-117 Nighthawk och RQ-170.

## Galleri

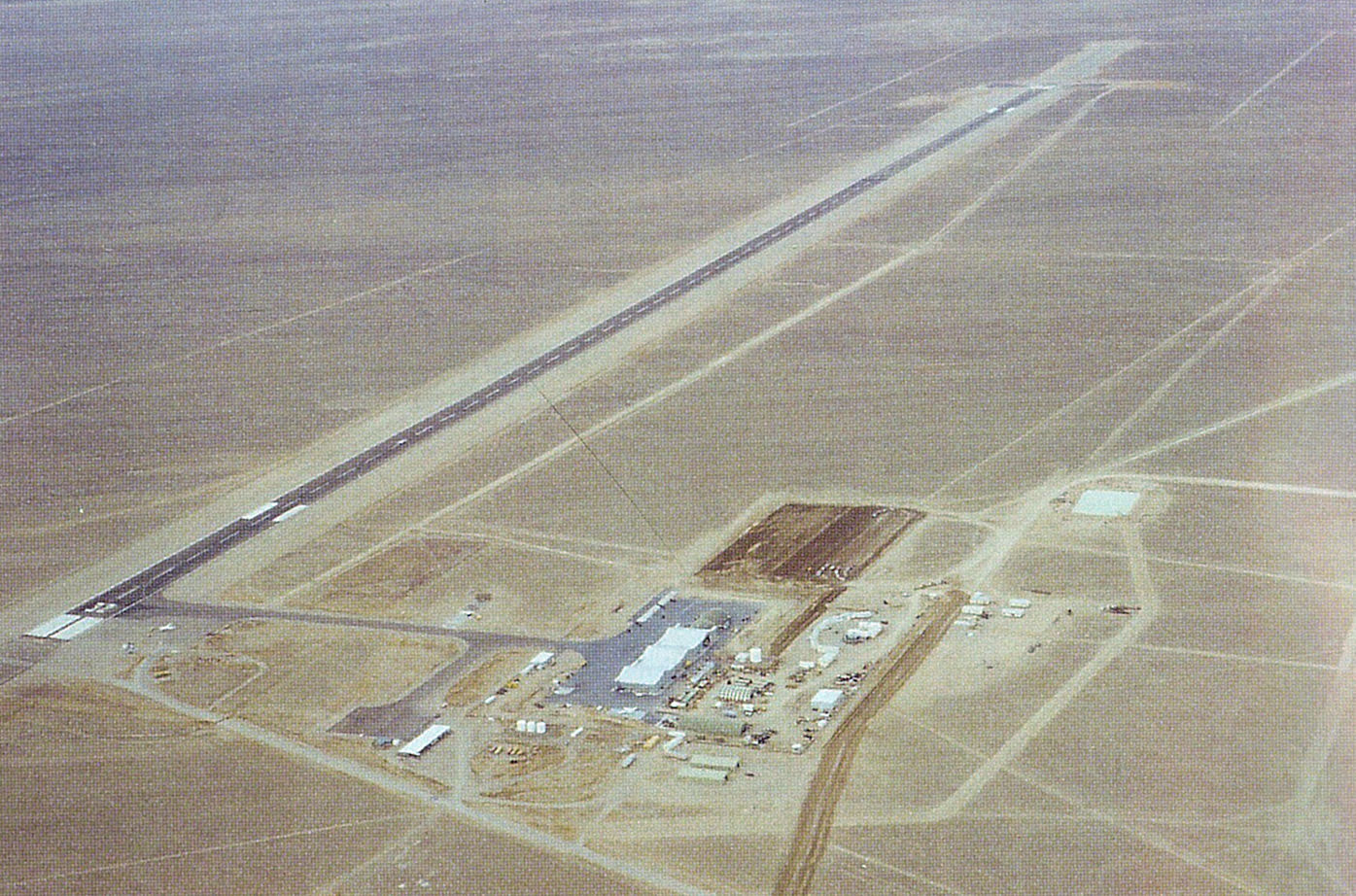
Tonopah Test Range Airport 1982.
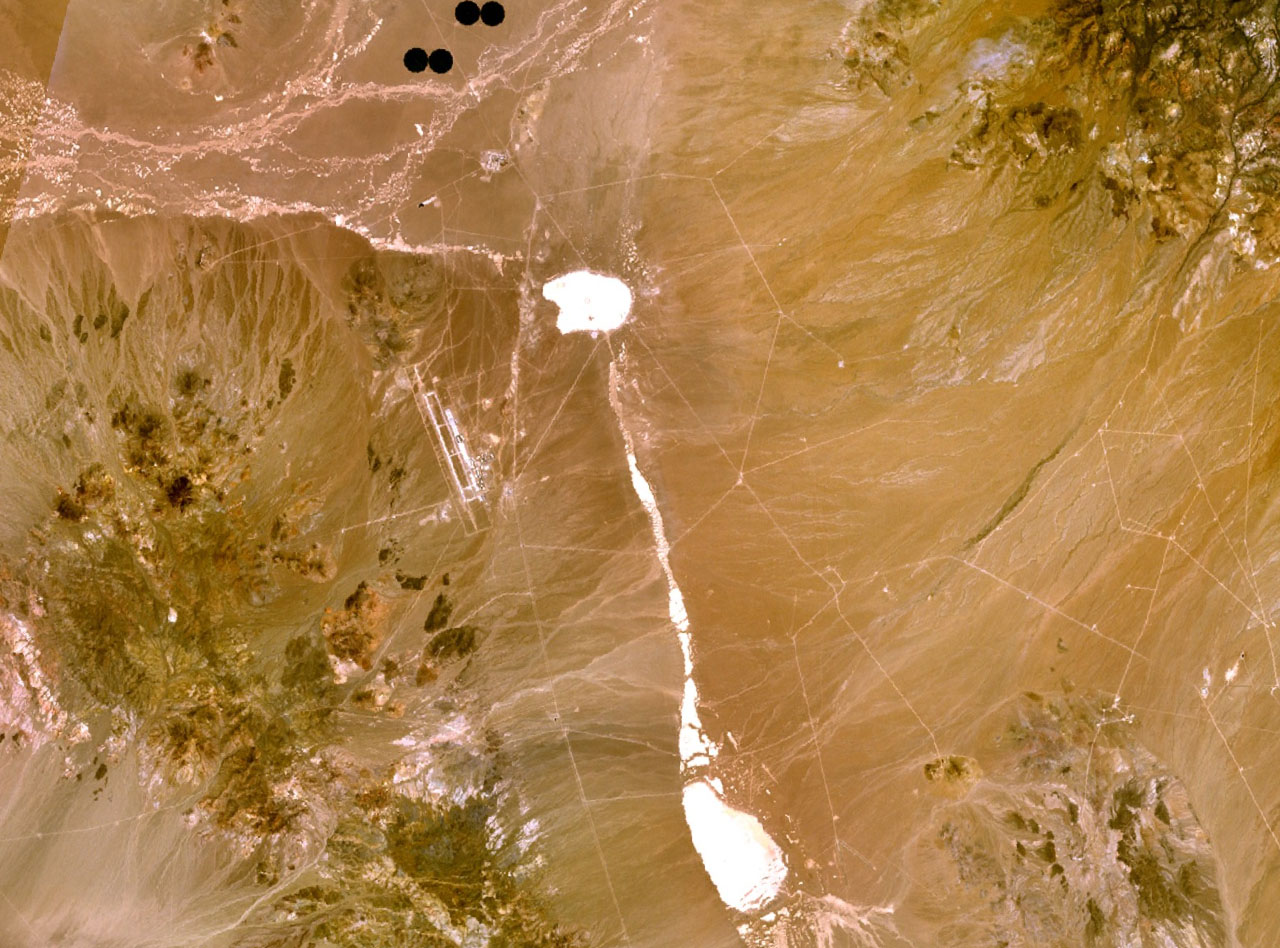
Satellitbild över Tonopah Test Range. Flygplatsen är synlig strax vänster om mitten av bild.
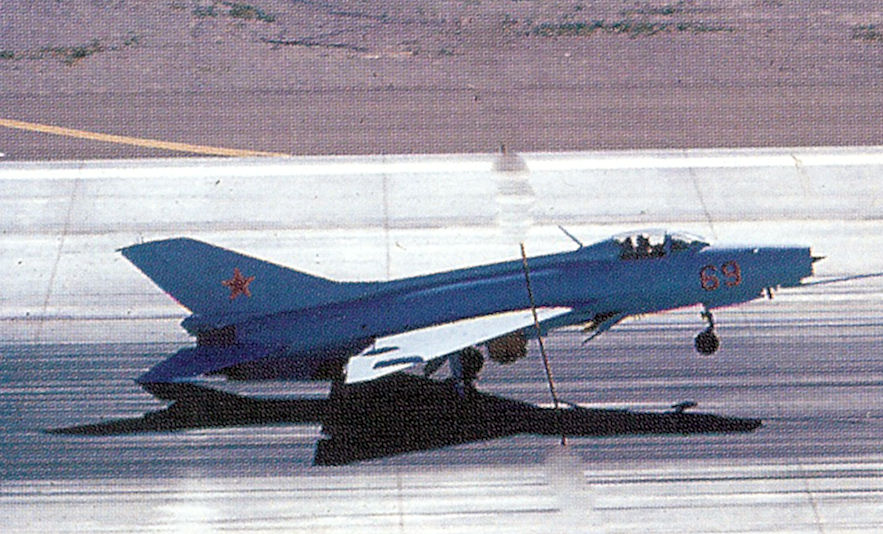
Sovjetiskt MiG-flygplan vid anläggningen
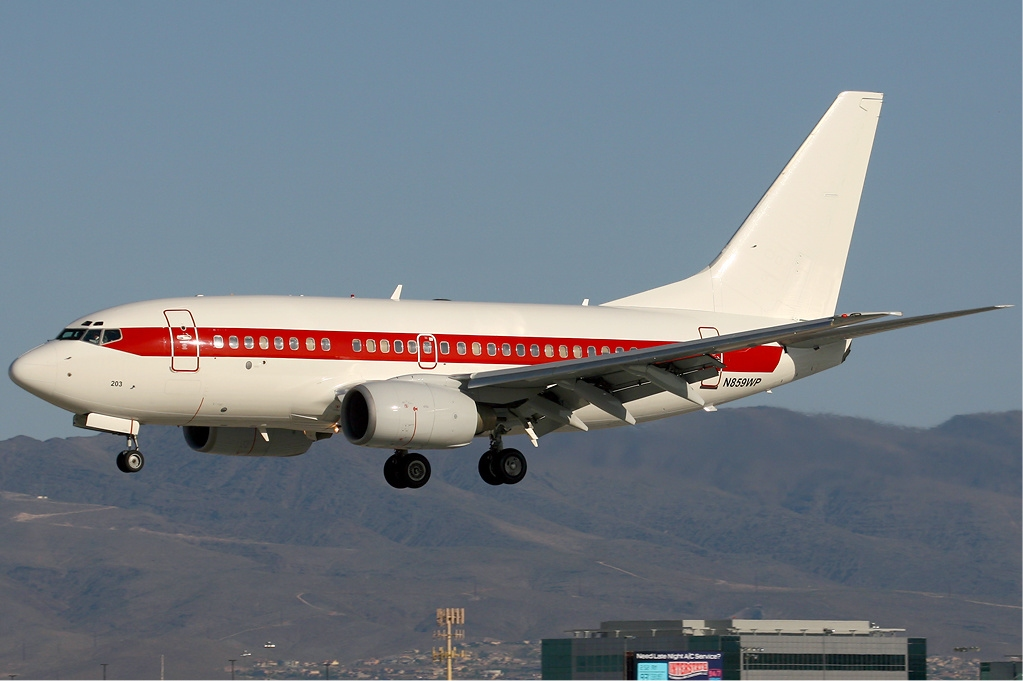
Flygplan tillhörande flygbolaget Janet.